# Tom Høgli
Tom Høgli (Harstad, Noruega, 24 de febrero de 1984) es un exfutbolista noruego que jugaba como lateral derecho.
A pesar de tener contrato con el Tromsø IL hasta 2020, en septiembre de 2018 anunció su retirada al término de la temporada.

## Selección nacional

### Goles como internacional
| #  | Fecha                 | Local                                | Oponente | Gol | Resultado | Competición                                          |
| -- | --------------------- | ------------------------------------ | -------- | --- | --------- | ---------------------------------------------------- |
| 1. | 11 de octubre de 2011 | Ullevaal Stadion, Oslo, Noruega      | Chipre   | 3-1 | 3-1       | Clasificación para la Eurocopa 2012                  |
| 2. | 7 de junio de 2013    | Qemal Stafa Stadium, Tirana, Albania | Albania  | 1-1 | 1-1       | Clasificación para la Copa Mundial de Fútbol de 2014 |

## Clubes
| Club          | País      | Año       |
| ------------- | --------- | --------- |
| FK Bodø/Glimt | Noruega   | 2002-2006 |
| Tromsø IL     | Noruega   | 2007-2011 |
| Club Brujas   | Bélgica   | 2011-2014 |
| FC Copenhague | Dinamarca | 2014-2017 |
| Tromsø IL     | Noruega   | 2018      |

## Palmarés
| Competición                | Equipo               | País      | Año                       |
| -------------------------- | -------------------- | --------- | ------------------------- |
| Superliga de Dinamarca (2) | FC Copenhague        | Dinamarca | 2015-16, 2016-17          |
| Copa de Dinamarca (3)      | FC Copenhague        | Dinamarca | 2014-15, 2015-16, 2016-17 |
| Copa Mundial VIVA (1)      | Selección de Laponia | -         | 2006                      |

### Distinciones individuales
| Distinción                      | Año  |
| ------------------------------- | ---- |
| Defensa del año (Kniksen Award) | 2010 |